# Platform Invocation Services
Службы вызова платформы,обычно называемые P/Invoke, представляют собой функцию реализаций Common Language Infrastructure, например, Common Language Runtime от Microsoft, которая позволяет управляемому коду вызывать собственный код .
P/Invoke — это технология, которая позволяет обращаться к структурам, обратным вызовам и функциям в неуправляемых библиотеках из управляемого кода. Большинство API P/Invoke содержится в двух пространствах имён: System и System.Runtime.InteropServices. Эти пространства имён предоставляют средства для описания способа взаимодействия с собственным компонентом.